# 前哨騎兵
前哨騎兵（古希臘語：πρόδρομοι），是古希臘的一種標槍騎兵。
在古希臘，前哨騎兵（Prodromoi）字義為「斥侯」、「跑在前方」之義，表示這之部隊「行在大隊之前」。他們使用標槍和一把騎兵用劍，後期還使用阿斯庇斯圓盾。有時候他們會身穿皮革或是亞麻胸甲的防具，頭戴青銅頭盔。在馬其頓腓力二世和亞歷山大大帝的軍隊中，前哨騎兵攜帶標槍進行偵查和前哨等工作，但他們有時會換上薩里沙長矛，與重騎兵一同對敵軍衝鋒，因此得到「薩里沙騎兵」的稱號。
在馬其頓軍中，除了夥友騎兵和色薩利騎兵外，另一支騎兵就是前哨騎兵，其餘就是傭兵或同盟騎兵了。